# Prise de notes
 (juin 2021).
Si vous disposez d'ouvrages ou d'articles de référence ou si vous connaissez des sites web de qualité traitant du thème abordé ici, merci de compléter l'article en donnant les références utiles à sa vérifiabilité et en les liant à la section « Notes et références ».
| Français                            | note    |
| ----------------------------------- | ------- |
| toujours                            | tjs     |
| quelconque                          | qcq     |
| quelque chose                       | qqch    |
| tous                                | ts      |
| c'est-à-dire                        | cad     |
| pour                                | p/      |
| attention                           | attent° |
| -tion (suffixe)                     | t°      |
| phi- (préfixe)                      | φ       |
| Code de la propriété intellectuelle | CPI     |
| paragraphe                          | §       |
| donner donne donnent                | →       |
| être est sont                       | ê       |

La prise de notes est la transcription écrite résumée du langage parlé. Elle est particulièrement utilisée en cours au niveau de l'enseignement secondaire et des études supérieures. Contrairement à la sténographie, elle ne prétend pas retranscrire l'intégralité du discours à l'aide de symboles standardisés, mais sert à noter les principaux axes de l'exposé. Par ailleurs, elle diffère de cette dernière par son unique destinataire, le preneur de notes, qui est libre de choisir ses propres conventions.

## Objectifs
- avoir une démarche d'écoute active
- mieux mémoriser
- garder une trace écrite
- pouvoir remettre en ordre ses idées après coups en reformulant

## Méthode
La prise de notes fait usage de phrases nominales, plus courtes, recourt abondamment aux abréviations et aux sigles, remplace les mots et suffixes les plus courants par des symboles et résume les énumérations par un hyperonyme. L'utilisation de langage SMS est fréquente.
Chez les étudiants en langue, la concision d'une langue autre que la langue du cours est parfois préférée pour gagner du temps, ce qui aboutit à des notes de cours multilingues.

## Informatique
- Evernote
- Gnote
- Google Keep
- Joplin
- Microsoft OneNote
- Notability
- Notion
- QOwnNotes
- Simplenote
- Standard Notes
- TiddlyWiki
- Tomboy

#### Liste d'abréviations utiles pour une bonne prise de notes
Comme cela a déjà été dit, prendre des notes nécessite souvent un grand nombre d'abréviations dans des domaines parfois très particuliers. Pour cette raison, il sera sans doute utile de se rendre sur les listes ci-dessous :
- Abréviations courantes françaises
- Abréviations populaires
- Abréviations de pays
- Abréviations scientifiques
- Abréviations littéraires
- Abréviations économiques
- Abréviations juridiques
- Abréviations anglaises

Bien entendu, elles ne recensent pas toutes les abréviations, car il est évident que cela est impossible, mais elles donnent les plus connues d'entre elles et donc les plus usuelles.

#### Méthodes de prises de notes
- Prise de notes en interprétation consécutive
- Sténographie
- Sténotypie
- Système de notes de Cornell